# آغاراك
آغاراك (بالإنجليزية: Agarak, Syunik)‏ هي municipality of Armenia تقع في أرمينيا في محافظة سيونيك. يقدر عدد سكانها بـ 4,900 نسمة ومساحتها 2.5 كم2 وترتفع عن سطح البحر 660 متر .

## توأمة
لآغاراك اتفاقيات توأمة مع:
- ساليهورسك